# Klina
Klina (em sérvio:  Клина, transl. Klina; em albanês:  Klina ou Klinë) é um município situado à oeste da Província Autônoma de Cossovo e Metóquia, fazendo parte do Distrito de Peć, sendo de jure parte da República da Sérvia.
O município ocupa uma área de 403 km², incluindo 64 assentamentos.
Segundo o senso demográfico de 2011 a cidade possuía uma população de 37 585 habitantes.

## História
Klina revela ter sido habitada desde tempos antigos. Sua primeira menção vem de Ptolomeu, que menciona Cina (Chinna), residente perto de Narona e 19,3 quilômetros de Escodra, ambos indicados como parte da Dalmácia. Outras fontes afirmam que Klina foi outrora habitada pela tribo Ilíria dos dardânios. Há também fontes que colocam a hipótese de um assentamento celta na Ilíria, o que possivelmente explica a origem celta do nome. Durante a Alta Idade Média, Porfirogênito menciona o centro urbano de Dostínico, hoje Dersnik, onde importantes descobertas arqueológicas do período romano foram feitas em agosto de 2013, descrito como: a descoberta mais importante das últimas décadas a ter sido feita na região do Cosovo na arqueologia.